# هيرمان آرثر يان
هيرمان آرثر يان (بالإنجليزية: Hermann Arthur Jahn)‏ (و. 1907 – 1979 م) هو فيزيائي، وكيميائي من المملكة المتحدة . ولد في كولشيستر.
توفي في ساوثهامبتون ، عن عمر يناهز 72 عاماً.

## التعليم
تعلم في كلية لندن الجامعية، وجامعة لايبتزغ

## مناصب وهيئات
أدار جامعة ساوثهامبتون.